# Sprężyna dociskowa
Sprężyna dociskowa służy do dociskania części (najczęściej w sprzęgłach). Sprężyny dociskowe rozmieszczone obwodowo to z reguły sprężyny śrubowe. Natomiast na sprężyny dociskowe centralne stosuje się sprężyny talerzowe lub śrubowe stożkowe.